# Sally Rooney
Sally Rooney (ur. 20 lutego 1991 w Castlebar) – irlandzka pisarka i scenarzystka.

## Edukacja i życie osobiste
Rooney urodziła się w Castlebar w 1991 roku i tam też dorastała. Jej ojciec pracował dla Telecom Éireann, a matka prowadziła centrum sztuki. Rooney ma starszego brata i młodszą siostrę. Studiowała angielski w Kolegium Świętej Trójcy w Dublinie. W 2011 otrzymała prestiżowe stypendium uczelni. Początkowo studiowała politologię, jednak ostatecznie otrzymała tytuł w zakresie literatury amerykańskiej.
W 2013 zwyciężyła w Uniwersyteckich Mistrzostwach Europy Debat. Zanim została pisarką, pracowała w restauracji na stanowisku administracyjnym. Mieszka w Dublinie.

## Kariera
Rooney ukończyła swoją pierwszą powieść – którą ocenia jako „absolutny śmieć” – w wieku 15 lat. Zaczęła pisać regularnie pod koniec 2014. Ukończyła swoją debiutancką powieść Rozmowy z przyjaciółmi podczas studiów magisterskich w zakresie literatury amerykańskiej. Napisała 100 000 słów książki w ciągu trzech miesięcy.
W marcu 2017 opowiadanie Rooney pt. Mr Salary zostało nominowane do nagrody Sunday Times EFG Private Bank Short Story Award.
Rooney podpisała umowę z Tracy Bohan z agencji Wylie, a prawa do publikacji Rozmów z przyjaciółmi stały się przedmiotem aukcji. Ostatecznie prawa te zostały sprzedane w 12 krajach. Powieść została opublikowana w czerwcu 2017 przez Faber and Faber. Była nominowana do Międzynarodowej Nagrody im. Dylana Thomasa Uniwersytetu Swansea w 2018.
Druga powieść Rooney, Normalni ludzie, została opublikowana we wrześniu 2018, również nakładem Faber and Faber. Punktem wyjścia dla powieści były dla Rooney dalsze losy bohaterów jej opowiadania At the Clinic. W lipcu 2018 Normalni ludzie znaleźli się na liście nominacji do Nagrody Bookera. 27 listopada 2018 powieść wygrała nagrodę Irish Book Award w kategorii „Irlandzka książka roku” oraz została Książką Roku 2018 sieci Waterstones. Była też nominowana do Dylan Thomas Prize oraz Women’s Prize for Fiction 2019. Powieść jest podstawą dwunastoodcinkowego serialu jako koprodukcja BBC3 i platformy Hulu.
We wrześniu 2021 ukazała się trzecia powieść Rooney, Gdzie jesteś, piękny świecie, która zadebiutowała na 1. miejscu listy bestsellerów The New York Times.
W 2024 roku ukazała się czwarta powieść Sally Rooney, Intermezzo, opowiadająca o skomplikowanej relacji między dwoma braćmi.

## Filmografia
| Rok  | Tytuł                  | Rola                               | Uwagi       |
| ---- | ---------------------- | ---------------------------------- | ----------- |
| 2020 | Normalni ludzie        | Scenarzysta / producent wykonawczy | 12 odcinków |
| 2022 | Rozmowy z przyjaciółmi | Producent wykonawczy               | 12 odcinków |

## Twórczość

### Powieści
- Rozmowy z przyjaciółmi (Conversations with Friends 2017, wyd. pol Wydawnictwo W.A.B., ISBN 978-83-280-8506-0)[19]
- Normalni ludzie (Normal People 2018, wyd. pol Wydawnictwo W.A.B., ISBN 978-83-280-6705-9)[20]
- Gdzie jesteś, piękny świecie (Beautiful World, Where Are you 2021, wyd. pol Wydawnictwo W.A.B., ISBN 978-83-280-9618-9)[21]
- Intermezzo (Intermezzo 2024, wyd. pol Wydawnictwo W.A.B.)[22]